# دیکتاتور (فیلم ۱۹۲۲)
دیکتاتور (انگلیسی: The Dictator) فیلمی در ژانر کمدی-درام به کارگردانی جیمز کروز است که در سال ۱۹۲۲ منتشر شد. از بازیگران آن می‌توان به والاس رید، لیلا لی، والتر لانگ، کالا پاشا و آلن هیل اشاره کرد.